# Synagoge von Athen
Die antike Synagoge von Athen war vermutlich eine Synagoge auf der antiken Agora von Athen. Sie ist zu unterscheiden von der modernen städtischen Beth-Shalom-Synagoge.
Eine jüdische Gemeinde bestand im antiken Athen bereits im 2. Jahrhundert v. Chr., die wahrscheinlich ein Gebäude für den Gottesdienst unterhielt. Während einer Ausgrabung 1977 wurde ein Stück pentelischen Marmors entdeckt, das offenbar Teil eines Frieses über einer Tür oder Nische war, wenige Meter von der nordöstlichen Ecke des Metroon entfernt, das ursprünglich einer Muttergöttin gewidmet war. Die vermeintliche Synagoge stammt aus dem Zeitraum zwischen 267 und 396 n. Chr.
Homer A. Thompson und A. Thomas Kraabel vermuten eine Synagoge an dieser Stelle auf der Grundlage eines Marmorfragments, das eine jüdische Menora und einen Lulav (Palmzweig) zeigt. Thompson schlug vor, dass das Metroon nach der Eroberung Athens 267 n. Chr. durch die Heruler teilweise in eine Synagoge umgewandelt worden sein könnte; Kraabel schränkte ein, dass nur der nördliche Raum des Gebäudes, ähnlich wie eine christliche Basilika, für diesen Zweck genutzt wurde. 
Es ist unklar, ob der Apostel Paulus diese Synagoge besuchte (Apg. 17.17). Er soll bei seinem Besuch in der Stadt im Jahr 54 n. Chr. eine Synagoge aufgesucht haben. Die Identität dieser Synagoge ist nicht festzustellen.